# Gilda Dalla Rizza
Gilda Dalla Rizza (Verona, 1892 - 1975) fou una soprano italiana, considerada al seu temps com una de les millors cantants d'òperes de Puccini.
Va fer el seu debut operístic al Teatre Verdi de Bolonya el 1912, com a Charlotte a Werther. Especialment aclamada en el repertori de verisme, era una de les sopranos favorites de Giacomo Puccini, creant la Magda de La rondine (1917). També va fer les primeres actuacions europees del seu Suor Angelica i Gianni Schicchi, a Roma el 1919. També va crear els papers a Il piccolo Marat de Pietro Mascagni i Giulietta e Romeo de Riccardo Zandonai. Era també una intèrpret important d'aquell compositor a Francesca da Rimini.
També va actuar al Teatro Colón, incloent una Manon Lescaut amb Aureliano Pertile) i al Covent Garden, i fou una de les favorites de Monte Carlo i al Teatro alla Scala, on per exemple triomfaria amb La traviata sota la direcció d'Arturo Toscanini. Dalla Rizzadeia deia adéu als escenaris el 1939, encara que retornava per fer Suor Angelica, a Vicenza el 1942.
Es casà amb el tenor Tino Capuzzo, i, de 1939 a 1955, ensenyà al Conservatorio Benedetto Marcello de Venècia, on entre altres alumnes tingué a Elena Rizzieri. La gran prima donna moria a la Casa Verdi de Milà, el 1975.